# Бесса (Ардеш)
Бесса́ (фр. и окс. Bessas) — коммуна во Франции, находится в регионе Рона — Альпы. Департамент коммуны — Ардеш. Входит в состав кантона Валлон-Пон-д’Арк. Округ коммуны — Ларжантьер.
Код INSEE коммуны — 07033.

## Население
Население коммуны на 2008 год составляло 212 человек.
| 1962 | 1968 | 1975 | 1982 | 1990 | 1999 | 2008 |
| ---- | ---- | ---- | ---- | ---- | ---- | ---- |
| 146  | 146  | 147  | 169  | 147  | 166  | 212  |

## Экономика
В 2007 году среди 137 человек в трудоспособном возрасте (15—64 лет) 92 были экономически активными, 45 — неактивными (показатель активности — 67,2 %, в 1999 году было 59,0 %). Из 92 активных работали 78 человек (39 мужчин и 39 женщин), безработных было 14 (9 мужчин и 5 женщин). Среди 45 неактивных 4 человека были учениками или студентами, 27 — пенсионерами, 14 были неактивными по другим причинам.

## Фотогалерея

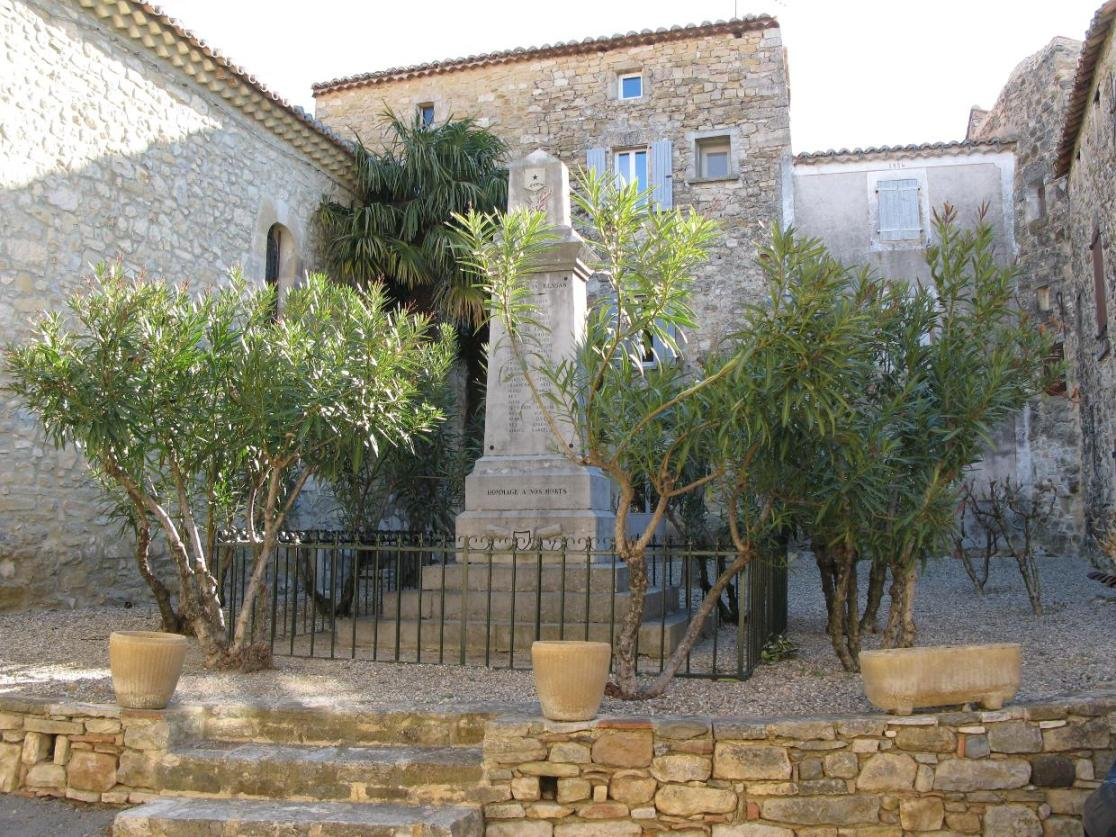
Памятник погибшим в Первой мировой войне
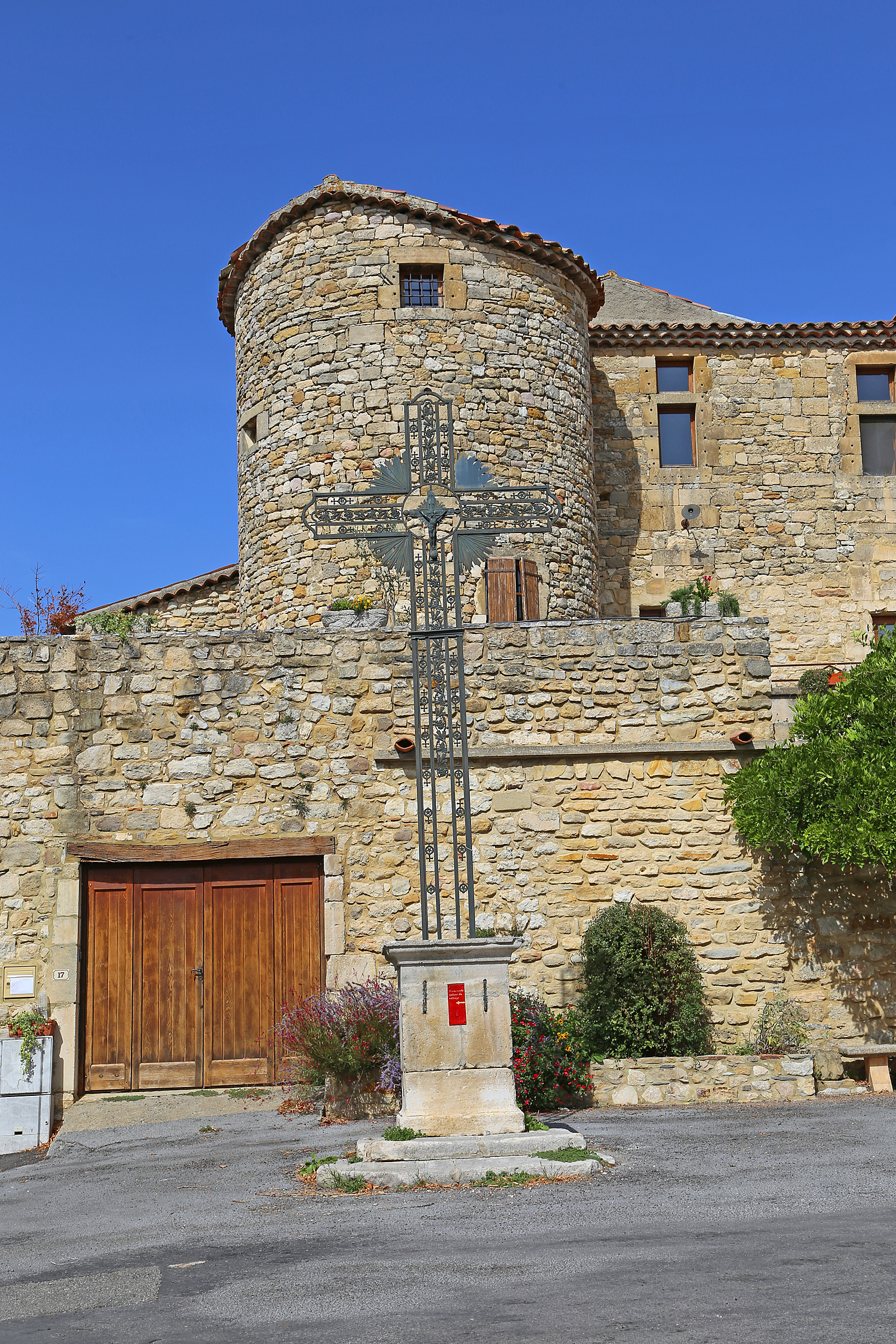
Замок XVI века
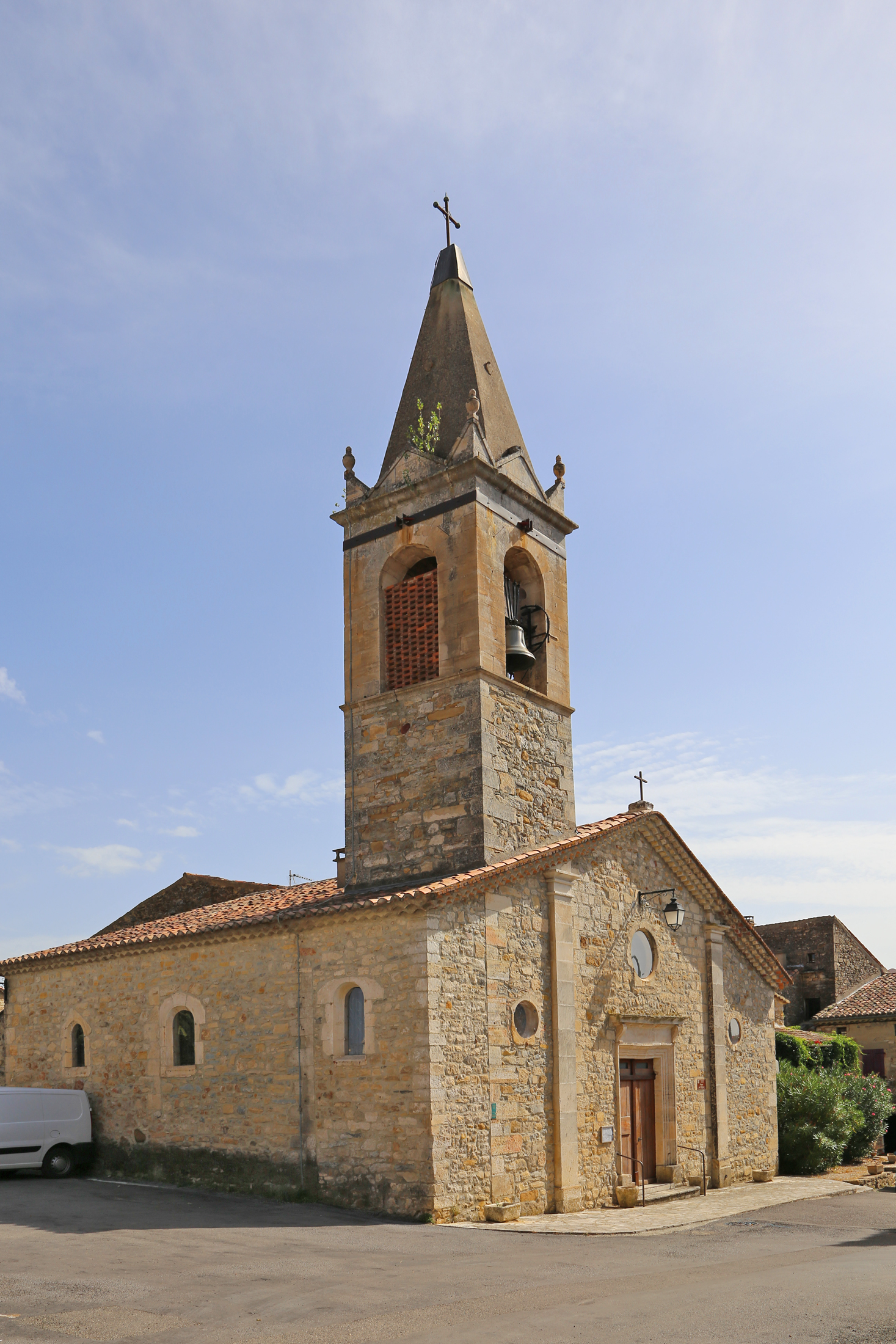
Церковь XVII века
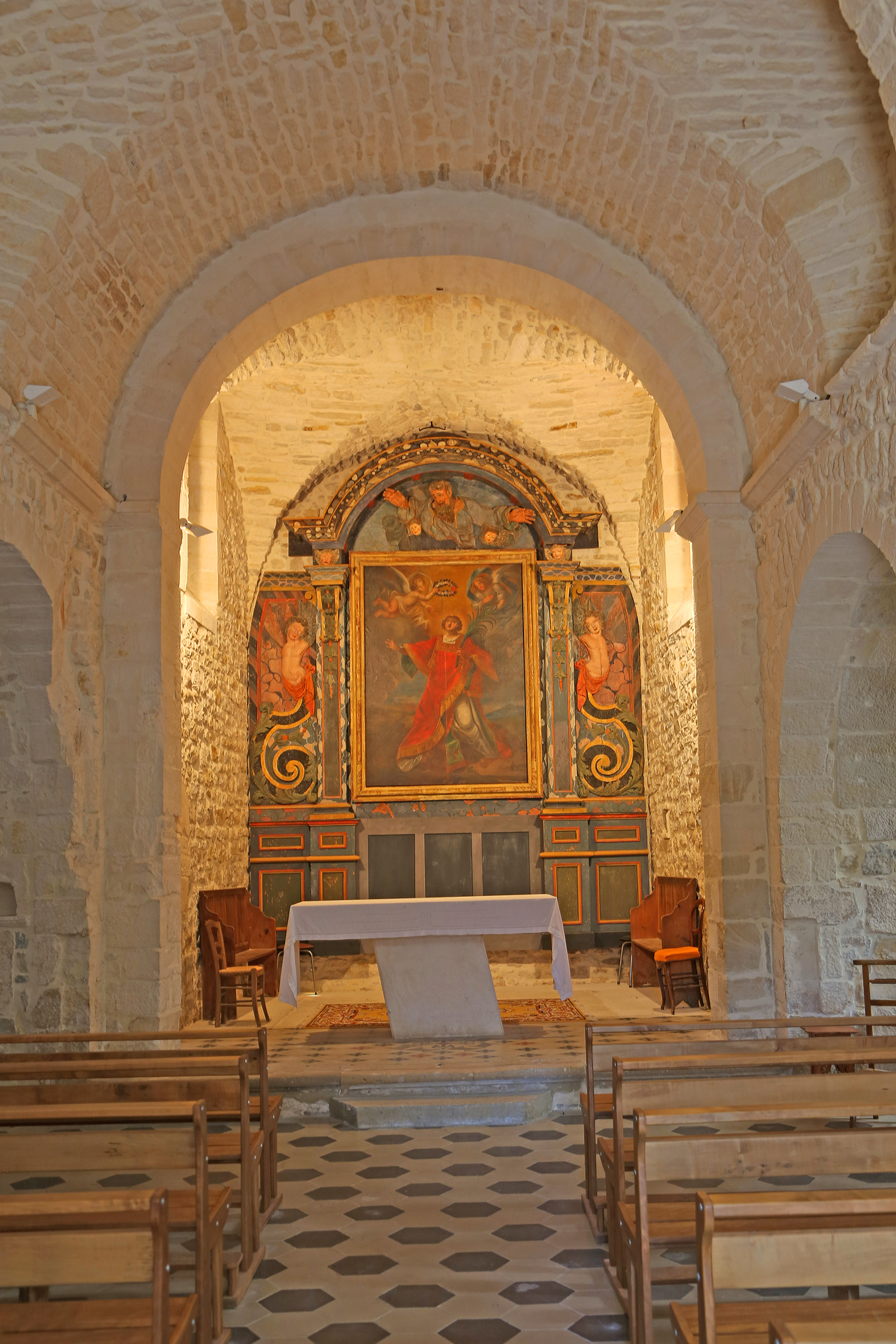
Интерьер церкви
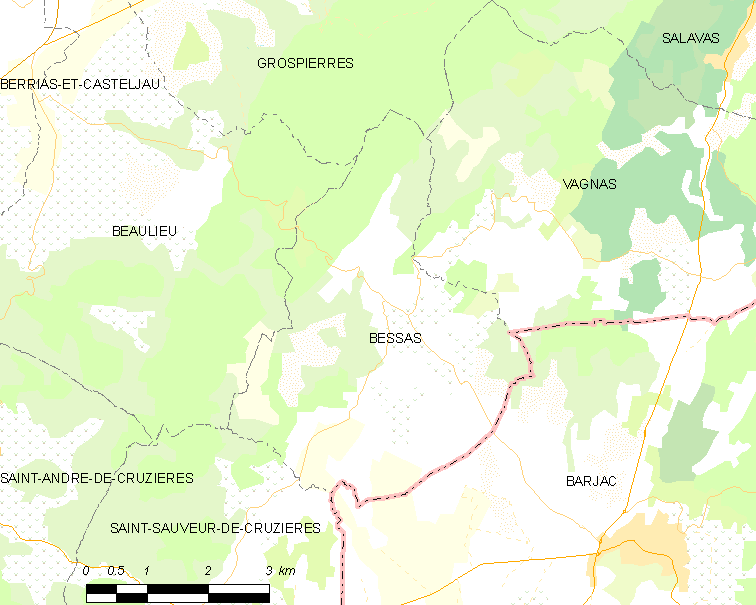
Карта коммуны